# Mary B. Anderson
Mary B. Anderson  (* 31. März 1939 in Kentucky) ist eine US-amerikanische Ökonomin und Präsidentin von Collaborative for Development Action (CDA), einer kleinen Consultingfirma in Cambridge, Massachusetts.
Mit ihrem bedeutendsten Werk „Do No Harm“ (dt. „Richte keinen Schaden an“) hat sie Grundregeln für die Planung von Hilfsmaßnahmen bei Konfliktsituationen (beispielsweise in Kriegs- und Nachkriegsgebieten) spezifiziert, die von vielen staatlichen und nichtstaatlichen Hilfsorganisationen als verbindlich anerkannt werden.

## Leben
Mary B. Anderson wuchs im ländlichen Kentucky als Tochter eines presbyterianischen Pastors aus. Ihr Vater war Pazifist und setzte sich für die Anerkennung der Bürgerrechte der schwarzen Amerikaner ein, was Gruppen wie den Ku-Klux-Klan auf den Plan rief. Ihre Kindheit war geprägt von Morddrohungen gegen die Familie und die daraus resultierende Unsicherheit. Auf ihren Vater wurde mehrfach geschossen.
Mary studierte Wirtschaftswissenschaften am Mount Holyoke College (Seven Sisters). Nach dem Abschluss 1961 ging sie mit dem American Friends Service Committee (AFSC) nach Tanganjika in Tansania und arbeitete dort in ländlichen Frauenprojekten. Diese Zeit in den Dörfern Tanganjikas sei prägend gewesen, sagte sie später. Sie erlebte, was Armut ist und was es bedeutet, in einem armen Land zu leben. Sie erlebte aber auch die Kreativität der Menschen und die euphorische Freude, die auch die Menschen in den Dörfern über die bevorstehende Unabhängigkeit empfanden.
Sie verließ Ostafrika am 1. Juni 1963, dem Tag, als in Kenia Jomo Kenyatta als Chef der internen Selbstverwaltung Kenias vereidigt wurde. Zurück in den USA engagierte sie sich in Chicago mit dem AFSC in der Bürgerrechtsbewegung und im Widerstand gegen den Vietnam-Krieg. Ende der 1960er Jahre setzt sie ihr Studium der Wirtschaftswissenschaften fort, das sie 1970 mit der Promotion abschloss. Nach dem Studium arbeitete sie im Bereich der Entwicklungsforschung in Harvard, am MIT, an der Universität Bielefeld und an der Universität Jerusalem, bevor sie ab Mitte der 1980er-Jahre als freiberufliche Beraterin tätig wurde.

## Entwicklungsforschung
Anfänglich war der Schwerpunkt der Arbeit von Mary B. Anderson die Frage, wie Entwicklungsarbeit und humanitäre Hilfe geschlechtsspezifische Probleme und Fragestellungen aufnehmen. Im Auftrag von UN-Organisationen (UNIFEM, UNHCR, UNICEF) und anderen internationalen Organisationen ging sie der Frage nach, wie die „Gender-Perspektive“ in der Planung, der Organisation und den Strukturen von Entwicklung aufgenommen werden könne. In der gemeinsam mit Aruna Rao und Catherine Overholt erstellten Studie „Gender Analysis in Development Planning“ (1991) zog sie durch eine große Zahl von Fallstudien Schlussfolgerungen und entwickelt daraus praktisch anwendbare Instrumente.
Die Arbeit an der Genderthematik führte Anderson unweigerlich immer wieder in Kriegsgebiete. Aus den dabei gewonnenen Erfahrungen und den Gesprächen mit Mitarbeiterinnen und Mitarbeitern in Projekten entstand die Idee, sich systematisch mit der Frage zu befassen, wie Nothilfemaßnahmen angelegt sein müssen, damit durch sie die Bedingungen für spätere tragfähige Entwicklungsarbeit nicht beeinträchtigt werden. Eine Reihe von Nichtregierungsorganisationen ließ sich für diese Idee gewinnen. Anderson und Peter J. Woodrow organisierten einen Prozess, in dem Mitarbeitende der NROs ihre Erfahrungen über die langfristigen Auswirkungen von Nothilfemaßnahmen untersuchten und – vor dem Hintergrund der kollektiven Erfahrungen – eine Methode der Projektplanung entwickelten. In dem Buch „Rising from the Ashes. Development Strategies in Times of Disaster“ (1989) wurden der Prozess und das Ergebnis dokumentiert.
Eine logische Fortsetzung fand diese Diskussion zu Beginn der 1990er-Jahre in dem Projekt Local Capacities for Peace (LCP). Der internationalen Gemeinschaft und den Hilfsorganisationen war soeben in Somalia und – nach dem Völkermord in Ruanda – in Ostkongo auf drastische Art und Weise vor Augen geführt worden, wie internationale Nothilfemaßnahmen zur Destabilisierung von Gesellschaft und Staat, zur Eskalation von Gewalt und zu allgemeiner Unsicherheit beitragen können. Das Scheitern der von den USA initiierten und lange dominierten UN-Mission in Somalia und die überwiegend vernichtenden Ergebnisse der im Windschatten der UN-Intervention durchgeführten Nothilfemaßnahmen gegen die Hungersnot in Somalia hatten bereits Anfang der 1990er-Jahre bei vielen NROs der Erkenntnis zum Durchbruch verholfen, dass Nothilfe und Entwicklungsarbeit nicht „an sich“ und „per definitionem“ Frieden fördern und zu einer Deeskalation von Gewalt beitragen. Diese Erkenntnis wurde durch die Ereignisse in Ostkongo noch einmal nachdrücklich unterstrichen.
Eine Gruppe von NROs beauftragte Anderson und ihre kleine Beratungsfirma „Collaborative for Development Action“ (CDA), in einer vergleichenden Studie die Auswirkungen von Nothilfemaßnahmen und Entwicklungsprojekten auf Konfliktdynamiken zu untersuchen. Wie schon zuvor organisierte Anderson einen Prozess, in welchem Mitarbeitende von Hilfsorganisationen ihre Erfahrungen zusammentrugen. Die Erkenntnisse wurden wieder an Mitarbeitende von Hilfsorganisationen, die gerade in Kriegs- und Krisengebieten Projekte durchführten, zurück vermittelt und von diesen vor dem Hintergrund ihrer eigenen Erfahrungen überprüft. Über einen Zeitraum von vier Jahren waren auf diese Weise gut 700 Mitarbeitende aus Projekten an dem Prozess „Local Capacities for Peace“ beteiligt, darunter auch der damalige deutsche World Vision-Mitarbeiter, Wolfgang Jamann. Das Ergebnis der Untersuchung war die Publikation „Do No Harm. How Aid Can Support Peace – or War“ (1996/99).

„Die Erfahrung zeigt, dass Hilfe, auch wenn sie wirksam ist und ihre Ziele erreicht, indem sie Leben rettet und Entwicklung fördert, zugleich in vielen Fällen Konflikte nährt, verstärkt und verlängert.“

„Es wäre (jedoch) ein moralischer und logischer Trugschluss zu glauben, weil Hilfe Schaden anrichten kann, würde man Schaden vermeiden, indem man keine Hilfe leistet. In Wirklichkeit würde die Entscheidung Hilfe von Leuten in Not zurückzuhalten, unverschämt negative Konsequenzen haben.“

Die als „Do-No-Harm-Ansatz“ bekannt gewordenen Erkenntnisse haben die Debatte über die friedensfördernden oder -hemmenden Wirkungen von Hilfsmaßnahmen seither stark beeinflusst.
Anderson hat 2001 das Projekt „Reflecting on Peace Practice“ (RPP) begonnen. In diesem Projekt ging sie in bewährter Weise mit mehr als 50 Organisationen aus der Friedensarbeit und Konfliktbearbeitung der Frage nach, wie die Frieden stärkenden Wirkungen solcher Maßnahmen genauer nachvollzogen und nachgewiesen werden können, und wie ihre Wirksamkeit sich erhöhen lässt. Unter dem Titel „Confronting War. Critical Lessons for Peace Practitioners“ (2003) sind die ersten grundlegenden Erkenntnisse dokumentiert. Zurzeit werden diese mit Menschen aus der Praxis der Friedensarbeit geprüft und weiter verfeinert.

## Werke
- Mary B. Anderson, Peter J. Woodrow, Robert T. Snow: Approach to Integrating Development and Relief Programming. An Analytical Framework. Harvard University Graduate School of Education, Cambridge 1988.
- Mary B. Anderson, Peter J. Woodrow: Rising from the Ashes: Development Strategies in Times of Disaster. UNESCO, Boulder/San Francisco/Paris 1989, ISBN 0-8133-7828-1.
- Mary B. Anderson, Peter J. Woodrow: Disaster and Development Workshops: A Manual for Training in Capacities and Vulnerabilities Analysis. Cambridge MA: Harvard University, 1990.
- Mary B. Anderson, Aruna Rao, Catherine A. Overholt: Gender Analysis in Development Planning: A Case Book. Kumarian Press, West Hartford 1991, ISBN 0-931816-61-0.
- Mary B. Anderson: Education for All: What are we Waiting for? New York, UNICEF, 1992.
- Mary B. Anderson: Do no Harm: Supporting Local Capacities for Peace through Aid. Collaborative for Development Action, Cambridge 1996.
- Mary B. Anderson: Do No Harm: How Aid Can Support Peace - or War. Lynne Rienner Publishers, Boulder/London 1999, ISBN 1-55587-834-2.
- Mary B. Anderson: Options For Aid in Conflict. Lessons from Field Experience. Hg., MA, Collaborative for Development Action, Cambridge 2000, OCLC 49747667.
- Mary B. Anderson, Angelika Spelten: Conflict Transformation. How International Assistance Can Contribute. Stiftung Entwicklung und Frieden, Bonn 2000.
- Mary B. Anderson, Laura Olson: Confronting War. Critical Lessons for Peace Practitioners. Collaborative for Development Action, Cambridge 2003, OCLC 59179583.